# Sturm Ruza
A Sturm Ruza, teljes nevén Sturm-2002 Moszkovszkaja Oblaszt egy orosz vízilabdaklub, melynek székhelye Ruza városában található.

## A klub története
A klubot 2002-ben alapították Csehov városában. A férfi vízilabdacsapat négyszer nyerte meg az orosz élvonal küzdelmeit, ezenkívül 2008-ban a második számú európai klubsorozatot, a LEN-Európa-kupát is megnyerte az ZF-Eger csapatát 8-8-as döntetlent követően a visszavágón 12-7-re legyőzve. December végén a Bajnokok Ligája-győztes Pro Recco ellenében elvesztették az Európai Szuperkupáért vívott mérkőzést. A női vízilabdacsapat bajnoki címet nem nyert, 2009-ben és 2011-ben másodikként zárt a bajnokságban. 2009-ben megnyerte a LEN-kupát, szintén magyar ellenfelet, a Dunaújvárosi Főiskola csapatát legyőzve.
A klub 2010-ben változtatta Sturm Ruzára a csapat nevét, miután székhelye is átkerült Ruza városába. A női csapat 2013-ban a szintén orosz SZKIF Moszkva ellenében újból megnyerte a LEN-kupát.

## A klub sikerei
Férfiak
- LEN-Európa-kupa-győzelem: 2008
- Orosz bajnoki cím: 2005, 2006, 2008, 2009

Nők
- LEN-kupa-győzelem: 2009, 2013